# Karl Horst (Politiker)
Karl Horst (* 26. März 1898 in Hanau; † 19. April 1987) war ein deutscher Chemiker und Politiker (CDU) und ehemaliger Abgeordneter der Verfassunggebenden Landesversammlung, einem Vorläufer des Hessischen Landtags.
Karl Horst studierte nach dem Abschluss der Höheren Schule Chemie und schloss das Studium mit der Promotion ab. Horst gehörte zu den Gründungsmitgliedern der CDU und war 1945 bis 1950 Kreisvorsitzender der CDU im Kreisverband Main-Taunus. In Hofheim am Taunus war er von 1929 bis 1933 und wieder von 1945 bis 1956 Stadtverordneter und Magistratsmitglied. Zwischen 1948 und 1956 sowie von 1960 bis 1968 war er Kreisbeigeordneter. In der Zeit von 1956 bis 1960 war er Vorsitzender, von 1968 bis 1972 stellvertretender Vorsitzender der CDU-Kreistagsfraktion. Vom 15. Juli 1946 bis zum 30. November 1946 war er Mitglied der Verfassungberatenden Landesversammlung Groß-Hessen.